# Hōbunsha

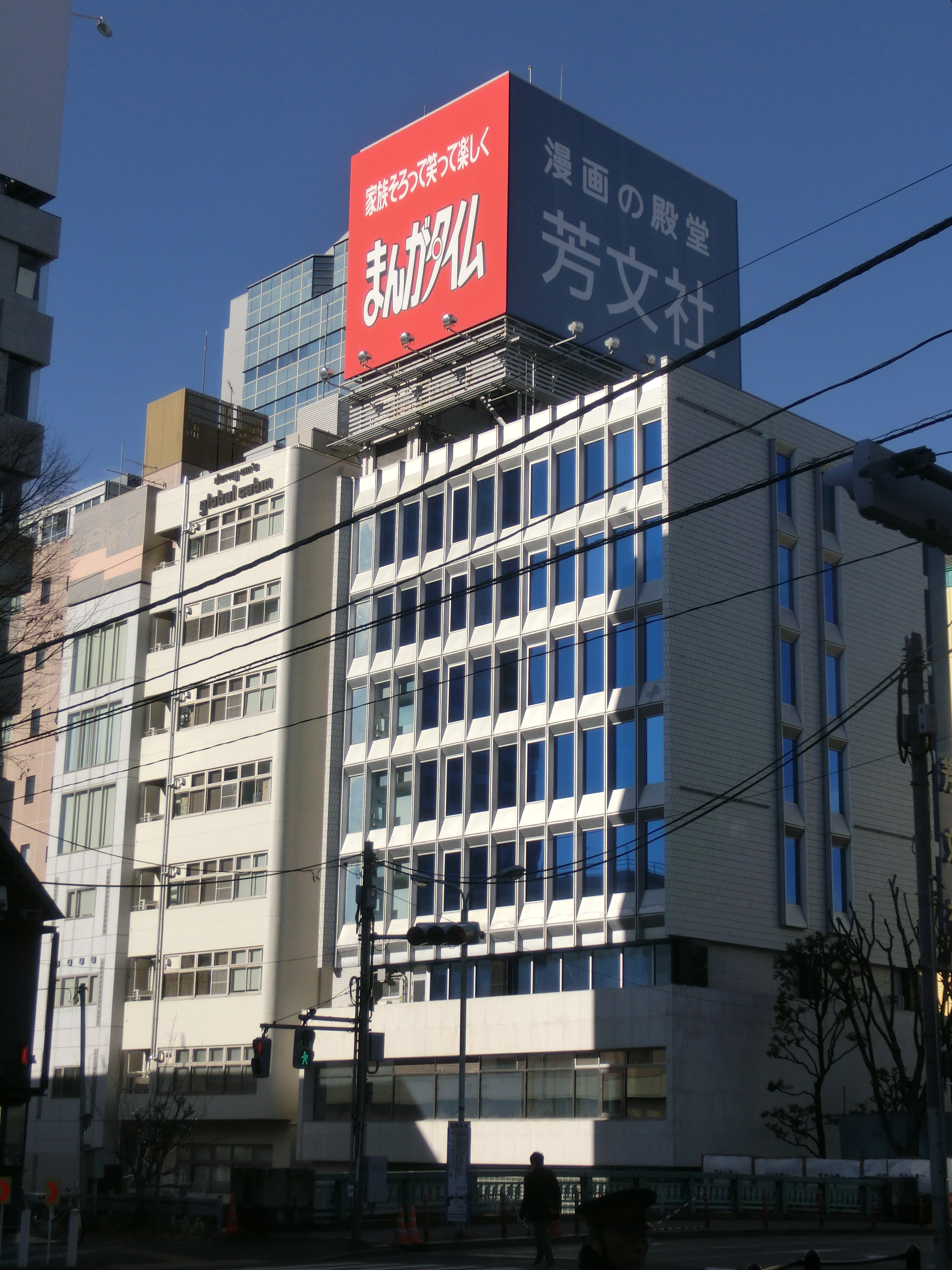
Houbunsha-Zentrale in Tokio, 2017

K.K. Hōbunsha (jap. 株式会社 芳文社, Kabushiki-gaisha Hōbunsha, englisch Houbunsha Co., Ltd) ist ein japanischer Manga-Verlag. Das Unternehmen wurde 1950 gegründet und veröffentlicht vor allem die Magazin-Familie Manga Time. Daneben veröffentlicht der Verlag einzelne Mangas bzw. unter Houbunsha KR Bunko – 芳文社KR文庫 – Bücher und Light Novels.

## Geschichte
Die heutige Hōbunsha begann 1946 mit der Gründung von Shōbunkan (尚文館) und die Veröffentlichung des Magazins Shōnen Shōjo Jiyū Nikki (少年少女自由日記) durch Yoshiharu Kōju (?) (孝壽 芳春) und sein Kamerad Yoshio Jōhō (上法 快男). 1947 veröffentlichte der Verlag Shōbunkan die Jugendmagazine Yakyū Shōnen (野球少年, „Baseball-Jugend“), Tsūkai Shōnen (痛快少年, „Vergnügungs-Jugend“) und die Kindergeschichte あゝ玉杯に花うけて von Kōroku Satō (1874–1949). 1948 kaufte der Verlag das Grundstück des heutigen Verlagshauses in Kōraku. 1950 erreichte Yakyū Shōnen mit 250.000 verkauften Exemplaren einen Rekord als Jugendmagazin. Aus Shōbunkan wurde Hōbunsha.
Der Verlag hat verschiedene Webportale und Manga-Apps auf dem Markt gebracht, um neues Publikum zu erschließen und gegen legale und illegale Webangebote von Comics und Mangas konkurrieren zu können.

## Magazine
- Weekly Manga Times (seit 1956)
- Bessatsu Shūman Special
- Cita Cita
- Hanaoto (seit 1994)
- Tsubomi (2009–2012)

### Manga Time
- Manga Time (seit 1981)
- Manga Time Family (1984–2018)
- Manga Time Jumbo (1995–2018)
- Manga Time Lovely
- Manga Time Original (seit 1982)
- Manga Time Special
- Manga Home (seit 1987)
- Shūkan Manga Times (seit 1956)

### Manga Time Kirara
- Manga Time Kirara (seit 2002)
- Manga Time Kirara Carat (seit 2003)
- Manga Time Kirara Forward (seit 2006)
- Manga Time Kirara Max (seit 2004)
- Manga Time Kirara Miracle! (2011–2017)
- Comic Yell! (2007–2009)

### Mangaportal
- Comic Trail (コミック トレイル komikku toreiru) (seit Dezember 2018)
- Comic Fuz (コミック ファズ komikku fazu) (seit März 2019)